# Richard Nitsch (Polizist)
Richard Heinrich Georg Nitsch (* 1. November 1908 in Tostedt-Todtglüsingen (Niedersachsen); † 1990) war ein deutscher Polizist in der Zeit des Nationalsozialismus. Während des Zweiten Weltkriegs war er in den besetzten Niederlanden als Angehöriger der Sicherheitspolizei (SiPo) in der Provinz Limburg für den Tod einer großen Anzahl von Menschen verantwortlich.

## Lebenslauf
Nitsch war der Sohn eines Eisenbahnarbeiters. Er wuchs in einer Familie mit drei Brüdern und zwei Schwestern auf. Nitsch arbeitete zunächst sieben Jahre in einem Geschäft, bevor er einen Job bei der Eisenbahnpolizei bekam. Er überprüfte die Fahrgastdokumente auf der Strecke Bentheim-Osnabrück-Hannover. Zum 1. Oktober 1932 trat er der NSDAP bei (Mitgliedsnummer 1.365.893). 1935 wurde Nitsch zum Kriminalassistent-Anwärter bei der Grenzpolizei ernannt. Er beschäftigte sich mit Spionageabwehr im Grenzgebiet. Informationen über kommunistische und jüdische Angelegenheiten erhielt er durch Kontakte mit der niederländischen Nationaal-Socialistische Beweging.
Nach dem deutschen Einmarsch in die Niederlande wurde er bei der Sicherheitspolizei in Arnheim stationiert. Die Organisation steckte dort noch in den Kinderschuhen und es gab nicht viel Arbeit für Nitsch. Von Oktober 1940 bis April 1941 war er in Enschede im Dienst. Dort beaufsichtigte er im Auftrag der SiPo die damals noch legalen politischen Parteien. Sein nächster Posten war beim SiPo in Maastricht. In den folgenden Jahren wuchs er zu einem der berüchtigtsten Nazis in Limburg heran.
Er war ein berüchtigter Vernehmer, der viele seiner Gefangenen misshandelte. Im Verlauf des Krieges setzte er Gewalt gegen immer mehr Gefangene ein. Er ging sogar so weit, die Regeln der Naziführung in diesem Punkt zu übertreffen. Er war dazu in der Lage, weil vom SiPo-Hauptquartier in Den Haag aus wenig Aufsicht über die sechs Außenposten bestand, zu denen Maastricht gehörte. Darüber hinaus wurde Nitsch wahrscheinlich von seinem Chef Max Strobel dazu ermutigt, Gewalt anzuwenden. Eine letzte Erklärung ist, dass die Arbeitsbelastung stark zunahm. Die Deutschen erhielten immer weniger Kooperation von der niederländischen Polizei, während der Widerstand immer aktiver wurde.
Nach der Befreiung von Limburg floh Nitsch im November 1944 in die niederländische Provinz Friesland, die noch in deutscher Hand war. Am 22. Mai 1945 ergab er sich den Kanadiern in IJmuiden. Erst im Juni 1946 wurde festgestellt, dass der Gefangene Nitsch viel zu tun hatte. Er wurde aus einem deutschen Kriegsgefangenenlager in Esterwegen in die Niederlande gebracht.
In den Niederlanden wurde in einem Verfahren gegen Nitsch vor dem Sondergerichtshof in Maastricht die Todesstrafe gefordert. Er wurde schließlich wegen neun vollzogener Hinrichtungen und mehrfacher Folterungen zu lebenslanger Haft verurteilt. Seine Haftstrafe wurde im April 1959 in 22 Jahre und neun Monate umgewandelt. Er wurde im folgenden Jahr freigelassen und als „unerwünschter Ausländer“ in die Bundesrepublik abgeschoben. Dies stand im Einklang mit der damaligen niederländischen Politik, die meisten Kriegsverbrecher vorzeitig zu entlassen. Kurz nach seiner Freilassung zogen er und seine Frau zu seinem Sohn, der in Bad Bentheim lebte. Er starb 1990. Nitsch schlief friedlich ein, wahrscheinlich infolge einer Stoffwechselerkrankung, an der er schon seit mehreren Jahren litt.

## Persönlich
Nitsch war mit Gesine ten Thoren verheiratet. Zusammen hatten sie einen Sohn und eine Tochter.

## Liste der Ereignisse, bei denen Nitsch involviert war
Nitsch war an mehreren Hinrichtungen beteiligt und erschoss eigenhändig mehrere Menschen. Nachfolgend befindet sich eine Liste der Vorfälle, an denen Nitsch beteiligt war. Diese Liste ist nicht vollständig.
- Nitsch war an der Hinrichtung von sieben Streikenden beteiligt. Sie hatten an den Streiks im April und Mai 1943 teilgenommen. Der wurde im dortigen Revier auch Grubenstreik (Mijnstaking) genannt. Der Grund dafür war die deutsche Entscheidung, dass niederländische ehemalige Soldaten, die im Mai 1940 gekämpft hatten, erneut kriegsgefangen genommen werden sollten. Die Deutschen schlugen den Streik durch zufällige Hinrichtung von Streikenden im ganzen Land. Die Hinrichtung der sieben erfolgte am 3. Mai 1943 an der Wellse Heide. Nach dem Krieg zeigte Nitsch, wo sich das Massengrab befand.[12]
- Zusammen mit Max Strobel und Hans Conrad war Nitsch verantwortlich für die Hinrichtung des Widerständlers Derk van Assen am 14. September 1943. Er wurde in den Schadijker Wäldern bei Horst aan de Maas erschossen. Van Assen war anderthalb Monate zuvor verhaftet worden, weil er Juden und abgestürzten Piloten geholfen hatte. Er hatte Paratyphus bekommen. Möglicherweise wurde er absichtlich infiziert, um eine Befreiungsaktion zu ermöglichen. Anstatt Van Assen ins Krankenhaus zu bringen, wurde beschlossen, Van Assen zu erschießen, um eine Kontamination anderer zu verhindern.[13]
- Am 3. November 1943 fand in Heerlen eine Razzia statt, bei der 18 Juden festgenommen wurden.[14]
- Nitsch machte sich zusammen mit seinem Kollegen C.W. Klonen auf den Weg, um den als Anti-Deutsch bekannten Friseur Hendrik Johannes Korrel in Echt zu verhaften. Mit seinem Chef Strobel wurde vereinbart, dass Korrel angeblich auf der Flucht erschossen werden würde. Klonen schoss Korrel, der sofort starb, in den Rücken. Die Aktion fand als Vergeltungsmaßnahme wegen eines Angriffs auf ein NSB-Mitglied statt, das dabei verletzt worden war.[15]
- Strobel und Nitsch machten am 1. Mai 1944 in Sevenum eine Razzia mit dem Ziel, Eugénie Boutet, eine Widerständlerin, zu verhaften. Sie war in dem Moment nicht anwesend.[16]
- Der Widerständler Jo Lokerman wurde am 9. Mai 1944 durch den Verrat von Aldegonda Zeguers-Boere, einer Geliebten von Strobel, verhaftet. Lokerman versuchte im Auftrag des Widerstands den im Juli 1944 verhafteten Jules Janssen frei zu kaufen. Nitsch und Strobel standen hinter den Vorhängen in Zeguers-Boeres Haus, während sie sich mit Lokerman unterhielt. Nach dem Gespräch wurde er festgenommen. Im Zusammenhang mit seiner Verhaftung wurden 50 lokale Widerstandsmitglieder in und um Maastricht festgenommen. Lokerman und vier weitere starben in deutschen Konzentrationslagern.[17]
- Am 21. Juni 1944 überfiel das Reichssicherheitshauptamt (SD und Sipo) von Amsterdam und Maastricht unter der Leitung von Nitsch das Kloster St. Louis in Weert, wobei ein Großteil der Spitze der Landelijke Organisatie voor Hulp aan Onderduikers (L.O.) in Limburg verhaftet wurde. Nur wenigen gelang die Flucht. Dies war Nitschs größter Coup. Er verhörte die Häftlinge zuerst vor Ort und dann im KZ Herzogenbusch, auch Kamp Vught genannt.[18]
- Eines der Ergebnisse dieser Verhöre war, dass die Deutschen, angeführt von Nitsch und Strobel, am 22. Juli 1944 in ein Haus in Simpelveld einfielen. Dort hofften sie, Sjeng Coenen verhaften zu können, den Unterbezirksleiter der L.O. in Simpelveld.[19] Zu dieser Zeit sollte gerade dessen Onkel begraben werden. Coenen konnte das Haus rechtzeitig verlassen.[20] Eineinhalb Monate später, am 5. September (Dolle Dinsdag), wurde er allerdings von deutschen Soldaten mit einer Waffe in der Tasche gefasst und standrechtlich erschossen.[21]
- In Helden war er am 17. Mai 1944 für die Festnahme von 52 Personen verantwortlich, von denen einige in Konzentrationslager in Deutschland gebracht wurden. Einige Leute kehrten nicht zurück. Einige Tage zuvor war der örtliche Widerstandsführer Wiel Houwen bereits festgenommen und von Nitsch schwer misshandelt geschlagen worden.[22]
- Nitsch war im August 1944 an der Verhaftung einiger jüdischer Menschen beteiligt, die sich in Wessem versteckt hatten.[23]
- Aus Verhören war Nitsch klar geworden, dass Piet Hoeben und ein gewisser Korsten Mitglieder der Knokploeg Helden waren. Sowohl Hoeben als auch Peter Korsten wurden am Morgen des 10. August 1944 in ihrem Heimatdorf Panningen zu Hause im Schlaf überrascht. Was Nitsch nicht wusste: Korsten hatte nichts damit zu tun, er war mit jemandem des gleichen Nachnamens verwechselt worden. Beide Männer wurden fast sofort auf der Straße erschossen.[24]
- Durch die oben erwähnte Zeguers-Boere war Nitsch über den Widerstandskämpfer Henri Hubert Scheepers informiert worden, der mit der belgischen Witte Brigade (Weiße Brigade) zu tun hatte. Sie verabredete sich am 18. August 1944 mit ihm in Meerssen. Als er ankam, wurde er von vier SD-Männern überfallen, darunter Nitsch und Conrad. Bevor er seine Hände hoch strecken konnte, wurde er erschossen.[25]
- Um den 20. September 1944 erschoss Nitsch zusammen mit Conrad und Frebig drei Jugendliche aus Sittard nahe der deutschen Grenze bei Maasniel. Sie waren zwei Tage zuvor festgenommen worden, als sie ins Zentrum von Sittard wollten, um die Befreiung zu feiern. Das Zentrum war noch nicht vollständig gesäubert und sie wurden von deutschen Soldaten festgenommen und an die Sicherheitspolizei übergeben. Zwei Opfer waren sofort tot. Einer wurde schwer verletzt und am nächsten Tag von Nitsch oder einem seiner Mitarbeiter erschossen.[26]
- Am 1. November 1944 wurden in Hout-Blerick vier Juden festgenommen. Zwei wurden auf Befehl von Nitsch erschossen.[27]
- Am 8. Februar 1945 führt der inzwischen in Friesland stationierte Nitsch eine große Aktion in Scharnegoutum (Gemeinde Wymbritseradiel) durch. Er selbst besucht einen Bauernhof, in dem noch kurz zuvor der Widerständler Gerard Reeskamp versteckt gewesen war. Auf einem etwas weiter entfernten Hof werden mehrere Waffen angetroffen. Einige Soldaten werden zurückgelassen. Zwei Widerstandsleute, Heinrich Roth und Pieter Ane Glastra van Loon, hatten sich auf engstem Raum versteckt und mussten sich mehrere Tage lang still halten. Nach ein paar Tagen brach Roth vor Erschöpfung zusammen und Glastra van Loon beschloss, einen Arzt zu suchen. Dabei werden beide Männer gefasst und einen Monat später erschossen.[28]